# Microchera cupreiceps
La esmeralda capirotada, esmeralda de cabeza dorada o esmeralda de coronilla cobriza (Microchera cupreiceps) es una especie de ave apodiforme de la familia Trochilidae —los colibríes— perteneciente al género  Microchera, anteriormente situada en el género Elvira. Es endémica de Costa Rica.

## Distribución y hábitat
Se distribuye por la vertiente caribeña desde la cordillera de Guanacaste hacia el sur a través de la sierra de Tilarán y la cordillera Central hasta el lado norte del valle del río Reventazón; también alcanza la vertiente del Pacífico en el norte de Costa Rica.
Esta especie es considerada bastante común en sus hábitats naturales: los bosques montanos húmedos. Los machos ascienden con frecuencia al dosel del bosque, las hembras (pero no los machos) se encuentran a menudo en el sotobosque del bosque y ambos sexos se dan a todos los niveles en los bordes del bosque, en los huecos del bosque y en otros lugares semiabiertos. Se reproducen en altitudes entre 700 a 1500 m, y después de la cría descienden hasta unos 300 m.

## Descripción
Mide apenas 7,6 cm de longitud, y pesa sólo 3 g. El macho tiene la corona y la rabadilla cobrizas y el vientre verde. La hembra tiene el vientre blanco y una banda subterminal estrecha de color negro en las rectrices externas blancas de la cola. El pico es notablemente curvado hacia abajo que lo diferencia de la esmeralda coliblanca (Microchera chionura).

## Alimentación
Al igual que todos colibríes, se alimenta de néctar y pequeños invertebrados. Debido a que su pico es corto, forrajea a las flores pequeñas, incluidas las de los géneros Besleria, Cavendishia, Clusia, Guarea, Pithecellobium, Quararibea y Satyria.

## Sistemática

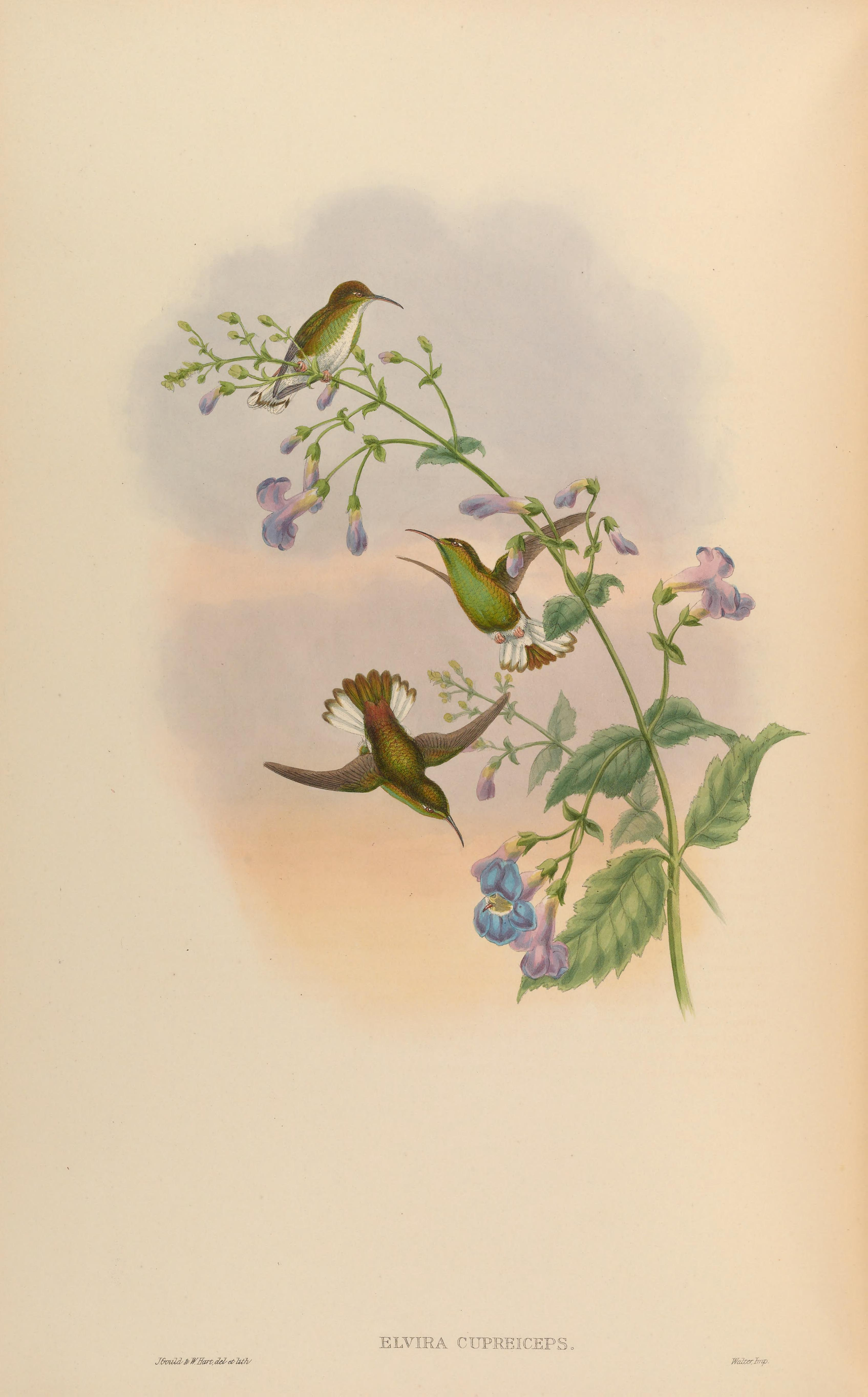
Elvira cupreiceps, ilustración de Gould y Hart en A monograph of the Trochilidae, or family of humming-birds Supplement, 1880.

### Descripción original
La especie M. cupreiceps fue descrita por primera vez por el ornitólogo estadounidense George Newbold Lawrence en 1867 bajo el nombre científico Eupherusa cupreiceps; su localidad tipo es: « Barranca, Costa Rica».

### Etimología
El nombre genérico femenino «Microchera» se compone de las palabras del griego «mikros» que significa ‘pequeño’ y «khēra» que significa ‘viuda’, en referencia al color negro; y el nombre de la especie «cupreiceps» se compone de las palabras del latín «cupreus» que significa ‘cobrizo’ y «ceps» que significa ‘coronado’.

### Taxonomía
La presente especie y Microchera chionura por mucho tiempo formaban un par, las únicas en el género Elvira, hasta que los estudios filogenéticos de McGuire et al. (2014) descubrieron que las dos especies eran parientes muy próximas de Microchera albocoronata, sumado a la concordancia biogeográfica entre las tres especies y a las similitudes del plumaje de las hembras, previamente ignoradas. Sobre esta base, y como Microchera tiene prioridad, las dos especie en Elvira fueron transferidas para el presente género, lo que fue reconocido por el Comité de Clasificación de Norte y Mesoamérica (N&MACC) en la Propuesta No 2020-A-02, y adoptado por las principales clasificaciones.  Es monotípica.